# Antiagrion antigone
Antiagrion antigone är en trollsländeart som beskrevs av Friedrich Ris 1928. Antiagrion antigone ingår i släktet Antiagrion och familjen dammflicksländor. Inga underarter finns listade i Catalogue of Life.